# Albert Erzsi
Albert Erzsi (Szamosújvár, 1885. március 30. – Budapest, Ferencváros, 1960. február 29.) operaénekesnő (mezzoszoprán).

## Életútja
Albert László és Györke Róza leányaként született. A Színművészeti Akadémiára és az Országos Színészegyesület színiiskolájába járt. Pozsonyban kezdte pályafutását, indulásakor különösen a János vitéz címszerepével és a Gül Baba Gábor diákjával volt nagy sikere. A Fővárosi Nyári Színháztól szerződtette a Városi Színház, ahonnan Rózsa (Rosenberg) Rezső bankigazgatóval 1923. június 24-én Budapesten kötött házassága után visszavonult, de 1927 márciusában újra fellépett A trubadúr Azucenájaként. Ugyanitt nagy sikerrel énekelte a Carmen címszerepét (1928. szeptember 10.) és A cigánybáró Cipraját (november 27.), majd 1929. február 23-án a János vitéz címszerepét. Halálát keringési elégtelenség, gennyes hörgöcslob okozta.